# Filip Egmontski
Filip Egmontski (* 1558 na gradu La Hamaide v Hainaultu ; † 14. marca 1590 blizu Ivryja ) je prišel iz nizozemskega visokega plemstva Egmontskih. Bil je 5. grof Egmontski, vojvoda Gaverski, baron Gaesbeeka  in gospod Purmerenda, Purmerlanda in Ilpendama . 
Philip se je rodil kot sedmi otrok, a prvi sin Lamorala Egmontskega in Sabine Simmerniške palatinske grofice na gradu La Hamaide v Hainautu. Po očetovi usmrtitvi je Viljem Oranski prevzel skrbništvo nad mladim princem. Bil je poročen z Marijo Horneško, vendar je zakon ostal brez otrok. Egmontski je svoje usluge ponudil španskemu kralju Filipu II., ki je bil njegov stari stric, in zanj osvojil različna mesta in trdnjave. Za to ga je Filip II. sprejel v red zlatega runa.  
14. marca 1590 je Filip Egmontski padel v bitki pri Ivryju proti francoskemu kralju Henriku IV.
Po Filipovi smrti je bil njegov mlajši brat Lamoral II. Egmondski imenovan za njegovega dediča naslova.